# Ivan Fuqua
Ivan William Fuqua (Decatur, 9 de agosto de 1909 – Providence, 14 de janeiro de 1994) foi um velocista e campeão olímpico norte-americano.
Nascido no Illinois, mudou-se ainda jovem com a família para a cidade de Brazil, em Indiana, onde bateu vários recordes escolares no atletismo; de lá foi estudar na Universidade de Indiana, onde se projetou no atletismo e no futebol americano.
Campeão dos 400 m rasos da AAU – Amateur Athletic Union em 1933 e 1934, ele integrou o revezamento 4x400 m americano que ganhou a medalha de ouro olímpica em Los Angeles 1932 junto com Karl Warner, Edgar Ablowich e William Carr  e estabeleceu novo recorde mundial para a prova, 3:08.14.